# Belagerung von Saragossa (1809)
Bailén –  Roliça –Vimeiro – Saragossa (1808) – Burgos (Gamonal) – Medina de Rioseco – Espinosa –  Tudela – Somosierra – Saragossa (1809) – La Coruña – Torres Vedras – Valls – Braga – Oporto – María – Talavera – Ocaña – Gerona – Ciudad Rodrigo (1810) – Buçaco – Gévora – Barrosa – Badajoz (1811) – Fuentes de Oñoro – La Albuera – Tarragona (1811) – Sagunt (Murviedro) – Ciudad Rodrigo (1812) – Badajoz (1812) –  Majadahonda – Salamanca – García Hernández –  Venta del Pozo – Vitoria – 
Sorauren – San Sebastián – Bidassoa
Die Belagerung von Saragossa fand während der Napoleonischen Kriege auf der Iberischen Halbinsel statt und war die zweite durch die Franzosen in diesem Krieg, nachdem sie es von Juni bis August 1808 bereits einmal erfolglos versucht hatten.

## Erster Angriff
Am 25. Juni 1808 übernahm General Verdier das Kommando über die vor Saragossa versammelte französische Belagerungsarmee, welche die Beschießung am 1. Juli einleitete. Am 11. Juli begannen die Franzosen, eine Brücke über den Ebro zu bauen, um Saragossa auch von der anderen Flussseite her einschließen zu können. Nach einer Verwundung am 4. August musste Verdier das Kommando an General Lefebvre-Desnouettes abgeben. Am 4. August drangen die Franzosen durch eine Bresche in die Stadt ein, wurden aber von Oberst Palafox wieder vertrieben. Am 13. August mussten die französischen Truppen in Katalonien ihre erste zweimonatige Belagerung Saragossas erfolglos abbrechen.

## Zweiter Angriff
Die Franzosen begannen am 21. Dezember 1808 mit den neuen Operationen gegen Saragossa.
Nachdem die Franzosen bei ihrer ersten Belagerung der Stadt eine Niederlage erlitten hatten, waren vor der Stadt neue Schützengräben ausgehoben, Wälle aufgeworfen und die Klöster vor der Stadt befestigt worden. General José de Palafox y Melci hatte 34.000, meist unerfahrene, Männer in der Stadt zur Verfügung und konnte auf bewaffnete Unterstützung durch Zivilisten rechnen.
Die Marschälle Bon-Adrien-Jeannot de Moncey und Édouard Adolphe Mortier hatten 40.000 Soldaten und 60 schwere Geschütze für die Belagerung zur Verfügung.
Noch vor Jahresende hatten die französischen Truppen einen Belagerungsring um die Stadt und eine Pontonbrücke über den Ebro errichtet. Auf spanischer Seite hatte Palafox’ Entscheidung, so viele Truppen in der Stadt zu versammeln, dazu geführt, dass die Franzosen nicht durch Angriffe von außerhalb der Stadt gestört werden konnten. Darüber hinaus hatten sich viele Bauern in die Stadt geflüchtet, und so brach wegen der hohen Konzentration von Menschen und Tieren Typhus aus. Bald war ein Drittel der Verteidiger erkrankt.
Am 10. Januar 1809 begann die Bombardierung Saragossas. Nach zweiwöchigem Beschuss war es gelungen, mehrere Breschen in die Befestigungen zu schlagen, und so befahl der frisch eingetroffene Marschall Jean Lannes am 27. Januar die Erstürmung der Stadt. Die Franzosen trafen auf starken Widerstand. Es war ihnen nur an einer Bresche gelungen, ein Stück weit in die Stadt einzudringen. Die Franzosen kämpften sich in zähem Häuserkampf und Minenkrieg voran. Über drei Wochen nach Beginn der Kämpfe in Saragossa ergaben sich die durch Hunger, Typhus und Beschuss geschwächten Spanier am 20. Februar 1809.
Die Spanier hatten 54.000 Tote zu beklagen, davon 30.000 Zivilisten, während die Franzosen 10.000 Mann verloren hatten.
Die Belagerung hatte keinen großen Einfluss auf den Kriegsverlauf, brachte aber einen Propagandaerfolg für die Spanier. Die Briten waren nun nur schwer in der Lage, sich aus den Kämpfen zurückzuziehen.

## Galerie

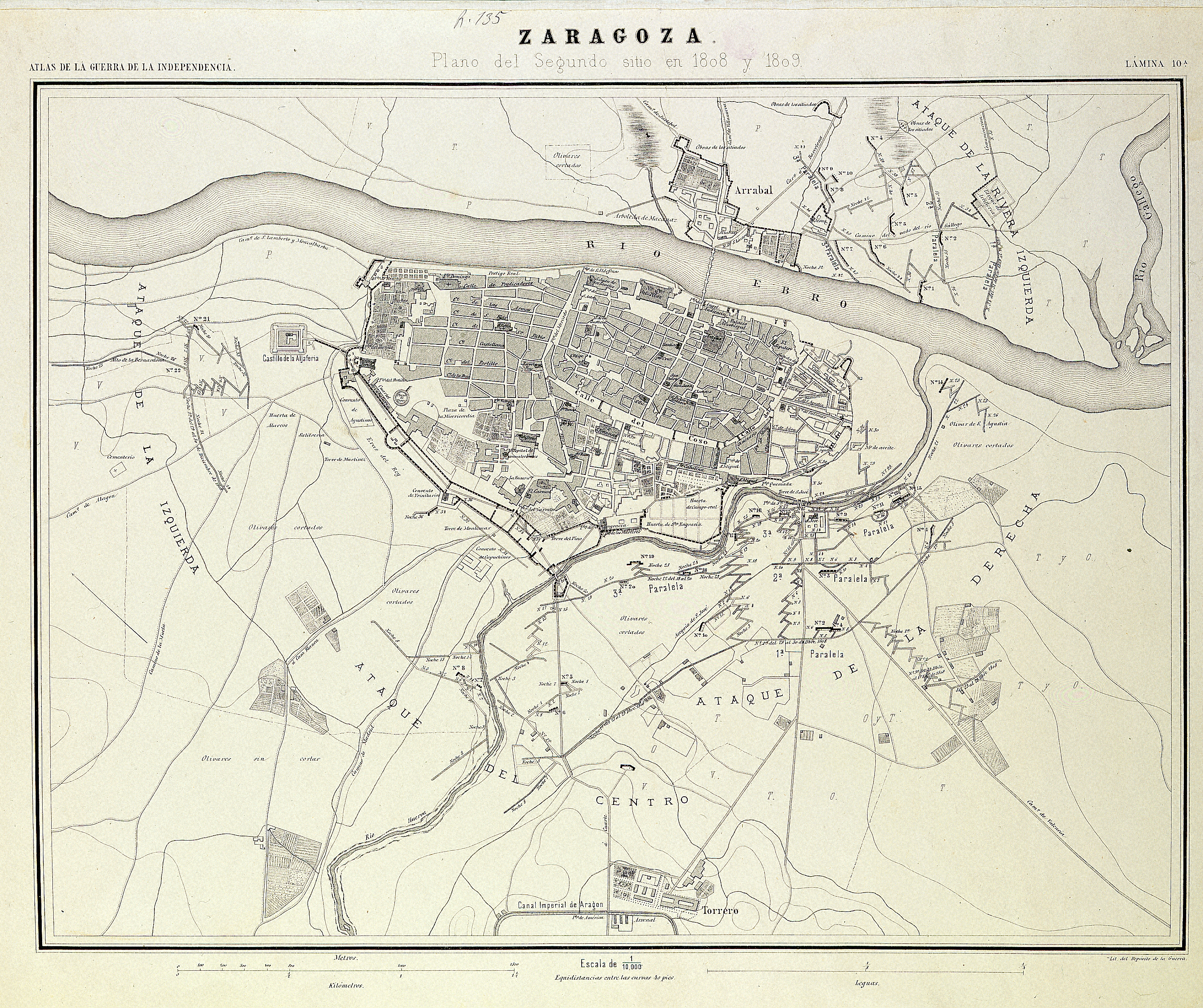
Karte der zweiten Belagerung von Saragossa
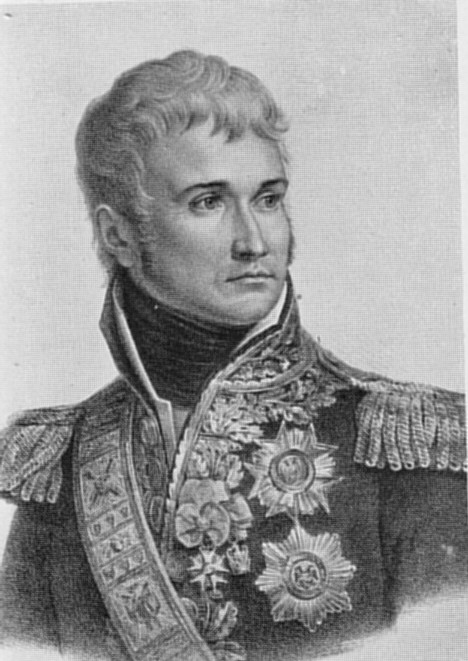
Jean Lannes
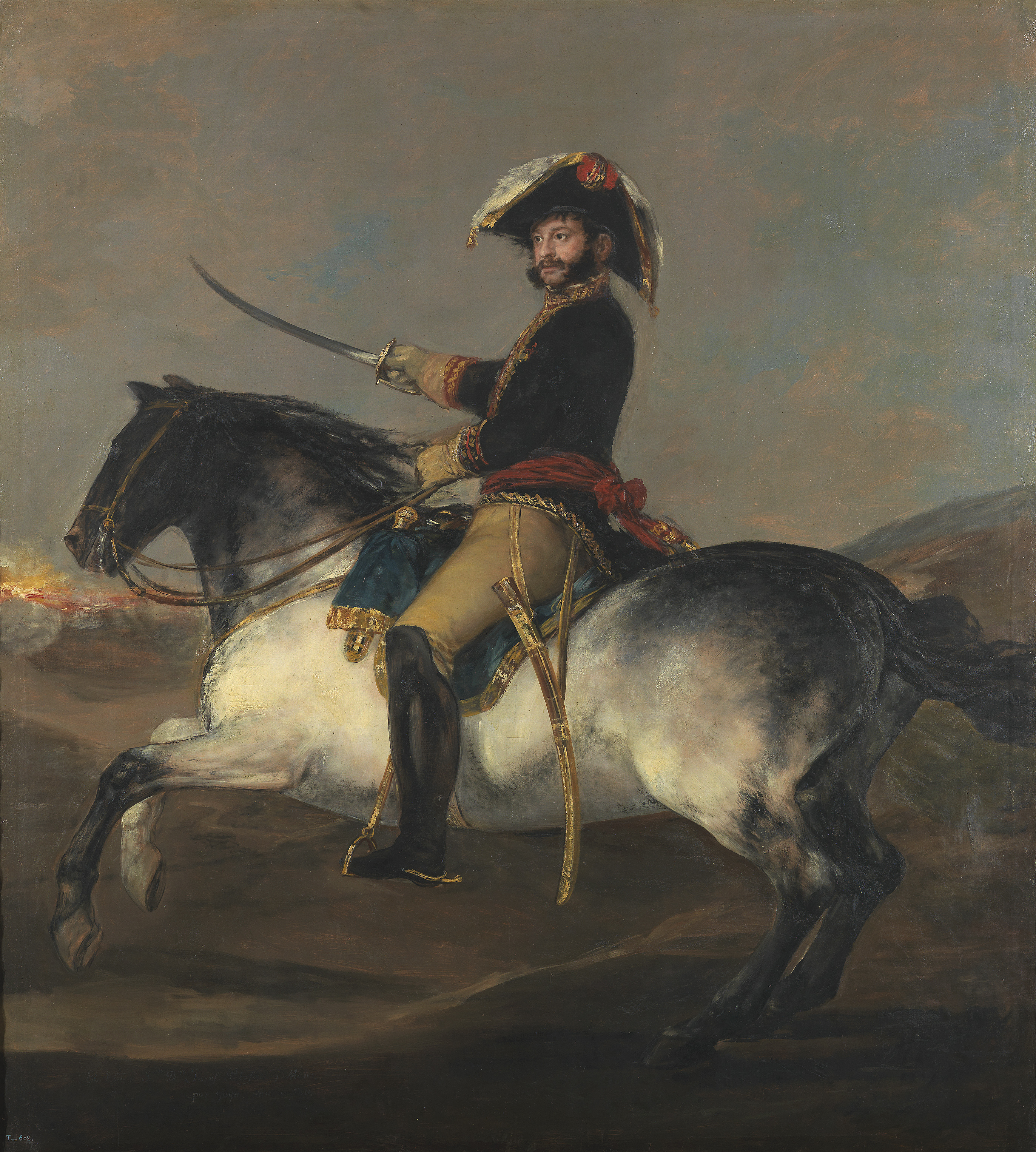
José de Palafox y Melzi
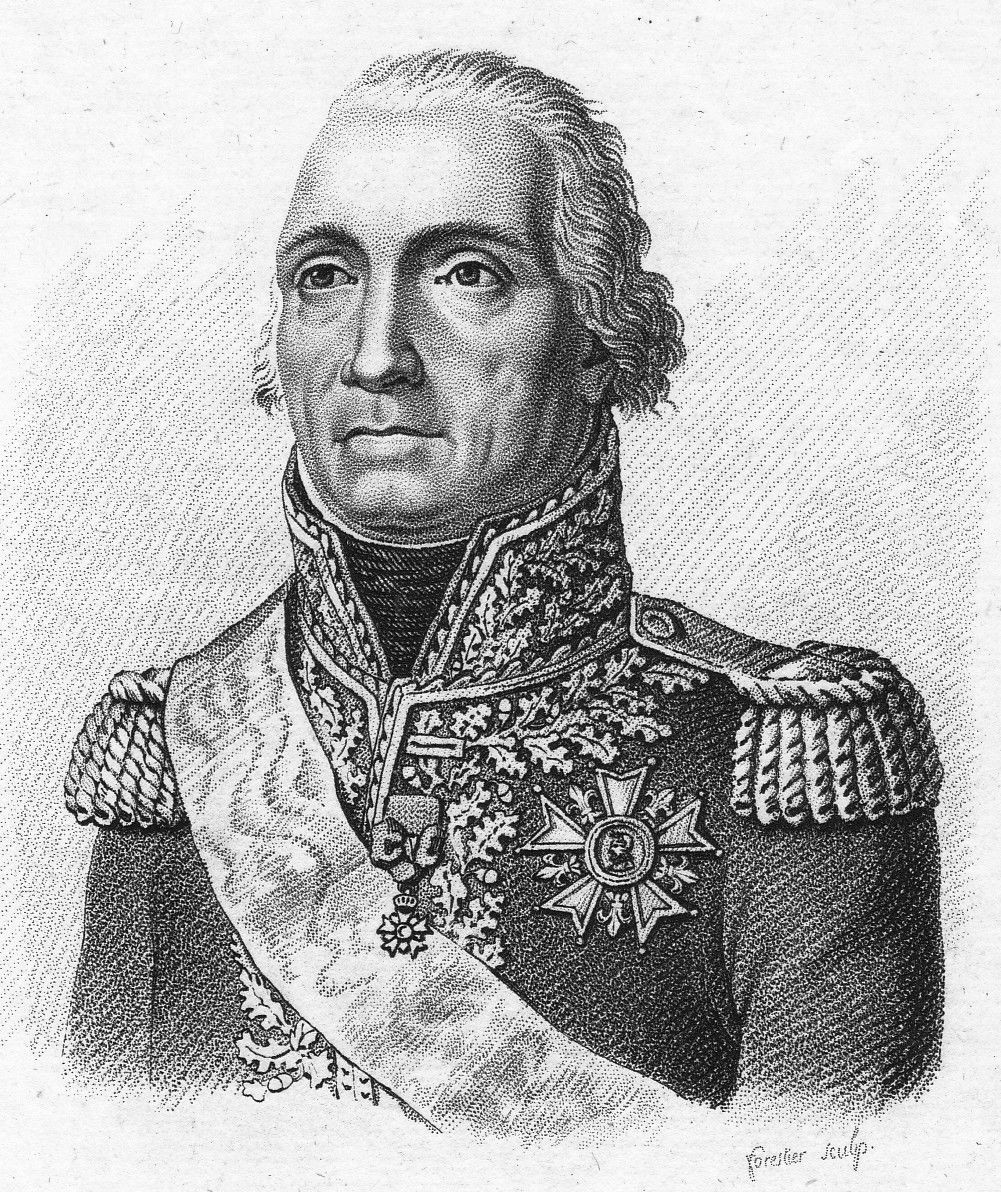
Bon-Adrien-Jeannot de Moncey
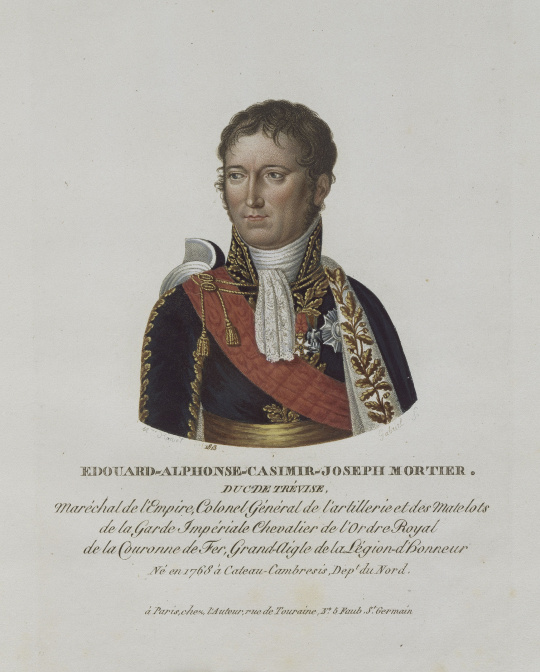
Edouard Mortier
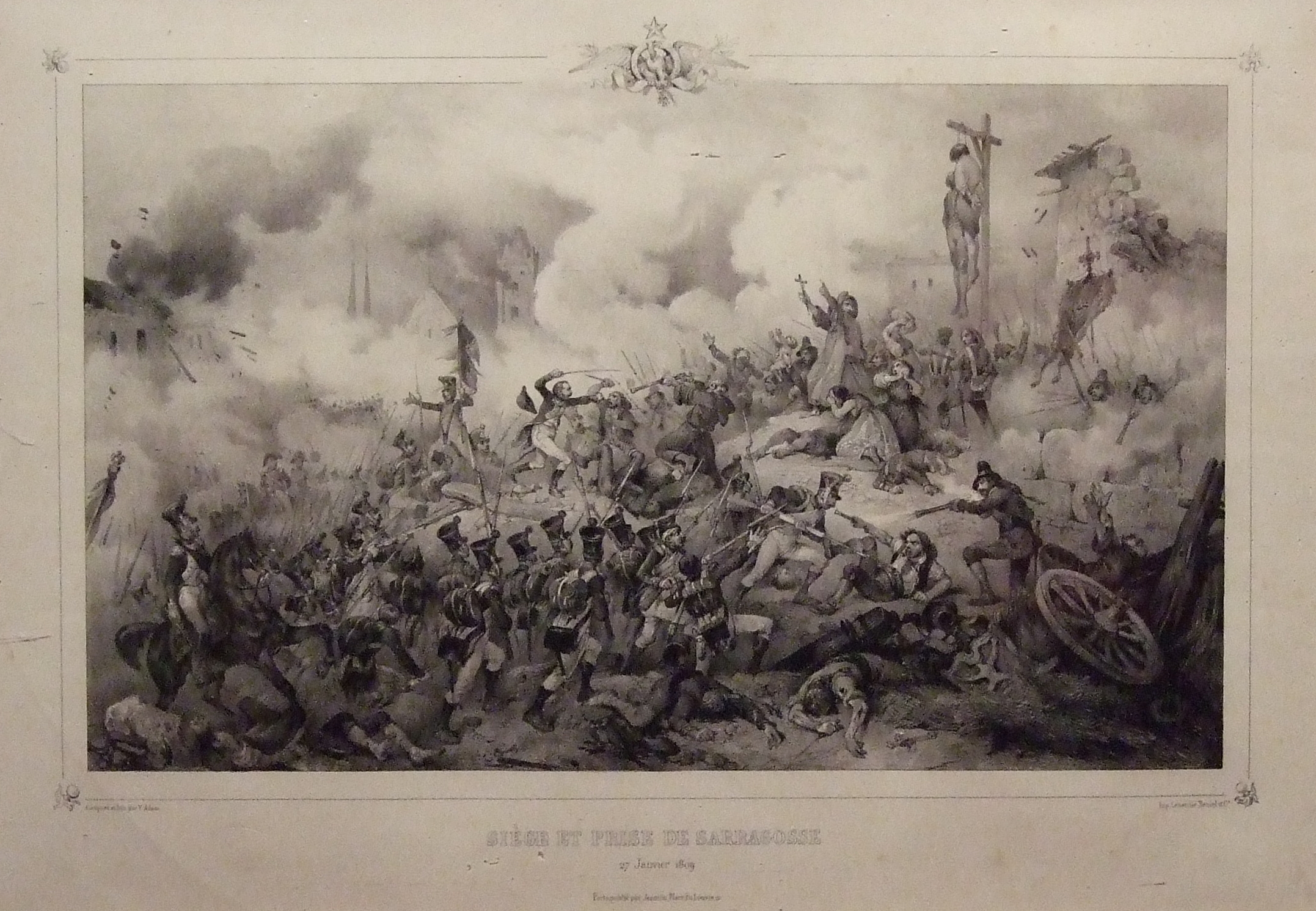
Darstellung der Kämpfe am 27. Januar

## Rezeption
Der Dramaturg Benito Pérez Galdós veröffentlichte 1873–1875 seinen Roman „Zaragoza“, der während der 2. Belagerung der Stadt spielt. Die zwischen 1982 und 1991 hergestellten 1000-Peseten-Scheine trugen sein Bildnis und rechts daneben fand sich eine Passage aus dem Roman: „...und zwischen all den Toten wird sich immer noch eine lebendige Stimme erheben, um zu sagen, dass Saragossa sich nicht ergibt.“
Auf französischer Seite beschrieb der Maler Baron Louis-François Lejeune seine Erlebnisse während der 2. Belagerung der Stadt, an der er als Oberst teilnahm.